# Ogulin

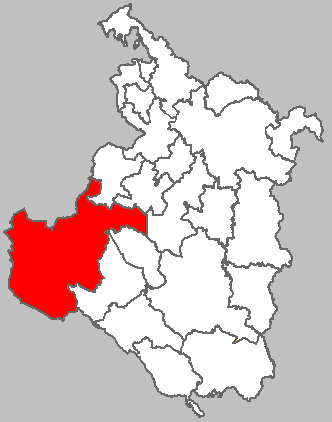
Lage der Stadt Ogulin in der Gespanschaft Karlovac

Ogulin ist eine Stadt in Zentral-Kroatien und befindet sich auf 323 Meter über dem Meer. Verwaltungsmäßig gehört die Stadt zur Gespanschaft Karlovac. Laut Volkszählung von 2011 lebten in der Stadt 13.915 Einwohner, von denen 80,2 % die Kroaten ausmachten und 17,7 % Serben waren. Das engere Stadtgebiet von Ogulin zählte 8.216 Einwohner.

## Stadtgliederung

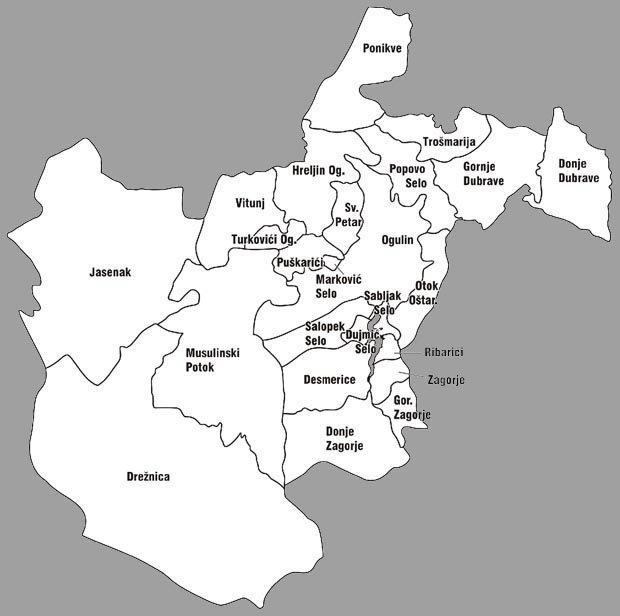
Siedlungen der Stadt Ogulin

Die Fläche der Gemeinde mit ihren 24 Siedlungen beträgt 542,32 km². Laut der letzten Volkszählung von 2021 hatte Ogulin zusammen mit allen 24 Stadtteilen 12.246 Einwohner. Davon befanden sich insgesamt 132 Personen, sogenannte Auslandskroaten, zum Zeitpunkt der Volkszählung im Ausland.
Siedlungen der Stadt Ogulin:
- Desmerice – 231
- Donje Dubrave – 152
- Donje Zagorje – 198
- Drežnica – 356
- Dujmić Selo – 114
- Gornje Dubrave – 63
- Gornje Zagorje – 270
- Hreljin Ogulinski – 446
- Jasenak – 175
- Marković Selo – 60
- Ogulin – 7374
- Otok Oštarijski – 344
- Ponikve – 58
- Popovo Selo – 43
- Potok Musulinski – 84
- Puškarići – 433
- Ribarići – 285
- Sabljak Selo – 192
- Salopek Selo – 223
- Sveti Petar – 613
- Trošmarija – 91
- Turkovići Ogulinski – 202
- Vitunj – 77
- Zagorje – 102

## Geographie
Ogulin befindet sich im Herzen Kroatiens, auf halber Strecke zwischen Zagreb und Rijeka und innerhalb des touristischen Gebiets zwischen dem Nationalpark Plitvicer Seen im Südosten, dem bewaldeten Gorski kotar im Westen und der Nordadria, die etwas weiter westlich liegt.
Ogulin befindet sich am Fuße des Berges Klek. Die Schlucht des Flusses Dobra zieht sich bis in die Stadt hinein, wo der oberirdische Flusslauf an der Schwinde Đulin ponor (dt. Julias Ponor) endet und durch die Medvedica, die zweitlängste Höhle Kroatiens (16 396 m), weiterfließt.

## Geschichte

### Mittelalter
Während den Türkenkriegen wurde im Jahr 1493 die nahegelegene mittelalterliche Stadt Modruš zerstört und die Bevölkerung vertrieben. Im Zuge dessen entstand Ogulin um die Festung, welche von der Adelsfamilie Frankopan gegen Ende des 15. Jahrhunderts errichtet wurde. Nach Fertigstellung der Verteidigungsanlage entstanden hier Siedlungen und später wurde die Stadt, ab Mitte des 16. Jahrhunderts, eine Marktgemeinde. Zu dieser Zeit gehörte die Stadt zur Habsburgermonarchie und im Rahmen der Militärgrenze wurde sie weiter befestigt.

### Frühe Neuzeit
Im 18. Jahrhundert kam es zu großen Veränderungen im Leben der Bevölkerung an der Militärgrenze. So wurden im Gebiet des Karlstädter (Karlovac) Grenzlandes vier Regimenter aufgestellt, eines davon befand sich in Ogulin. Ab 1746 wurden Angehörige der Krajina-Serben zu einer regulären Armee aufgestellt und Ogulin wurde zum Sitz des 3. Infanterieregiments der Krajina. Diese neue Situation förderte im Jahr 1770 die Eröffnung einer Grundschule für Jungen und Mädchen, in der auch Deutsch unterrichtet wurde, obwohl die Erziehung bis dahin in den Händen kirchlicher Institutionen lag. Im Jahre 1776 wurde dann eine deutsche Schule gegründet und ihr die Aufgabe erteilt, zukünftiges Personal für die Behörden der Verwaltung auszubilden.
Zu Beginn des 19. Jahrhunderts wurde die Region von französischen Truppen besetzt und die Stadt kam zu den Illyrischen Provinzen, die unter französischer Verwaltung standen. Nur vier Jahre später, im Jahr 1813, wurde das Gebiet wieder von den Habsburgern besetzt und annektiert.
Eine intensivere Entwicklung ist im 19. Jahrhundert zu beobachten, als Ogulin zum Sitz des Komitats Modruš-Rijeka erkoren und die Militärgrenze im Jahr 1873 aufgelöst wurde.

### Neuzeit
Nach dem Ersten Weltkrieg kam die Stadt zum neuen Staat der Slowenen, Kroaten und Serben, kurz darauf zum Königreich Jugoslawien. Ab 1929 folgten Umstrukturierungen in der neuen Verwaltung im Königreich und die alten Komitate wurde aufgelöst. Fortan gehörte Ogulin zur Banschaft Save.
Josip Broz Tito, der spätere Staatspräsident von Jugoslawien, wurde wegen der Verbreitung und Propagierung kommunistischer Ideen in Kraljevica, zusammen mit einer Gruppe von anderen Kommunisten, zu sieben Monaten Haft in Ogulin verurteilt. Nach einem Berufungsurteil verbüßte er dort ab 1933 seine viermonatige Haftstrafe im damaligen Gefängnis im Kastell Frankopan.
Während des Zweiten Weltkrieges kam das Gebiet und die Region zum Unabhängigen Staat Kroatien unter der Führung von Ante Pavelić.

## Politik

### Kommunalwahlen
Bei der Kommunalwahl vom 16. Mai 2021 waren 10.892 Bürgerinnen und Bürger in der Stadt Ogulin wahlberechtigt und aufgefordert den neuen Gemeinderat sowie den neuen Bürgermeister zu wählen, wovon 6.476 Menschen ihr Wahlrecht nutzten. Dabei gab es insgesamt 6.328 (97,71 %) gültige und 148 (2,29 %) ungültige Stimmen. Bei einer Wahlbeteiligung von 59,46 % kam es zu folgendem Ergebnis:
| Parteien und Wählergemeinschaften | Parteien und Wählergemeinschaften                    | % 2021 | Stimmen 2021 | Sitze 2021 |
| SDP                               | Socijaldemokratska partija Hrvatske                  | 46,03  | 2.913        | 8          |
| HDZ                               | Hrvatska demokratska zajednica                       | 32,44  | 2.053        | 6          |
| DP                                | Domovinski pokret                                    | 10,77  | 682          | 1          |
| SDSS                              | Samostalna demokratska srpska stranka                | 4,91   | 311          | 0          |
| KLGB                              | Kandidacijska lista grupe birača – Siniša Ljubojević | 4,56   | 289          | 0          |
| HSP                               | Hrvatska stranka prava                               | 1,26   | 80           | 0          |
| Gesamt                            | Gesamt                                               | 100    | 6.328        | 15         |
| Wahlbeteiligung                   | Wahlbeteiligung                                      | 59,5 % | 59,5 %       | 59,5 %     |

### Bürgermeister
Bei der Wahl des Bürgermeisters im Mai 2021 waren die Einwohner in der Stadt Ogulin aufgerufen, ein neues Oberhaupt zu wählen. Dalibor Domitrović wurde für seine zweite Amtszeit mit 3.779 Stimmen (58,31 %) bestätigt.

### Wappen
Das Wappen hat die Form eines Schildes und ist in zwei Felder unterteilt. Im Kopf des Wappens befindet sich auf rotem Grund ein sechszackiger Stern in goldfarben. Am Fuß des Wappens befindet sich ein goldenes lateinisches Kreuz, an dem das christliche Engagement der Bürger von Ogulin symbolisiert wird. Das Wappen ist durch zwei weiße Balken geteilt, die die Flüsse Dobra und Zagorska Mrežnica darstellen. Das Original befindet sich im Staatsarchiv.

### Städtepartnerschaften
Die Stadt Ogulin unterhält Städtepartnerschaften mit folgenden Städten:
 Dombóvár in Ungarn
 Polača, in Kroatien

## Bevölkerung
| Bevölkerungsentwicklung | Bevölkerungsentwicklung | Bevölkerungsentwicklung | Bevölkerungsentwicklung | Bevölkerungsentwicklung | Bevölkerungsentwicklung | Bevölkerungsentwicklung | Bevölkerungsentwicklung | Bevölkerungsentwicklung | Bevölkerungsentwicklung | Bevölkerungsentwicklung | Bevölkerungsentwicklung | Bevölkerungsentwicklung | Bevölkerungsentwicklung | Bevölkerungsentwicklung | Bevölkerungsentwicklung | Bevölkerungsentwicklung | Bevölkerungsentwicklung |
| ----------------------- | ----------------------- | ----------------------- | ----------------------- | ----------------------- | ----------------------- | ----------------------- | ----------------------- | ----------------------- | ----------------------- | ----------------------- | ----------------------- | ----------------------- | ----------------------- | ----------------------- | ----------------------- | ----------------------- | ----------------------- |
| 1857                    | 1869                    | 1880                    | 1890                    | 1900                    | 1910                    | 1921                    | 1931                    | 1948                    | 1953                    | 1961                    | 1971                    | 1981                    | 1991                    | 2001                    | 2011                    | 2021                    |                         |
| 3265                    | 3543                    | 4173                    | 4327                    | 4822                    | 5362                    | 5412                    | 6456                    | 5948                    | 6707                    | 7842                    | 8641                    | 9796                    | 10525                   | 8712                    | 8216                    | 7374                    |                         |

## Sehenswürdigkeiten
- Das Kastell Frankopan aus dem 15. Jahrhundert befindet sich im Zentrum der Stadt, direkt an der Schwinde, am Fluss Dobra. Die Burganlage hat einen unregelmäßigen Grundriss, umgeben von einer Verteidigungsmauer mit zwei halbrunden Türmen, einem integrierten dreistöckigen Burggebäude und der Kapelle des Heiligen Nikolaus. Nachdem die Türken Modruš im Jahr 1493 zerstört hatten, floh die Bevölkerung in das heutige Ogulin um eine neue Verteidigungsanlage zu errichten. Bis zum Jahr 1553 gehörte sie zum Adelsgeschlecht der Frankopanen.[9]
- Die Pfarrkirche des Heiligen Kreuzes in Ogulin wurde im Jahr 1781 errichtet. Das Gebäude ist einschiffig, mit rechteckigem Grundriss, einem schmaleren halbkreisförmigen Altarraum und einer Sakristei südwestlich entlang des Altarraums. Der Glockenturm befindet sich über der Hauptfassade und im 19. Jahrhundert wurde die Apsis umgestaltet.[10]
- Dobraschlucht mit Schwinde Ðulin ponor
- Statue von Tomislav I., dem ersten kroatischen König

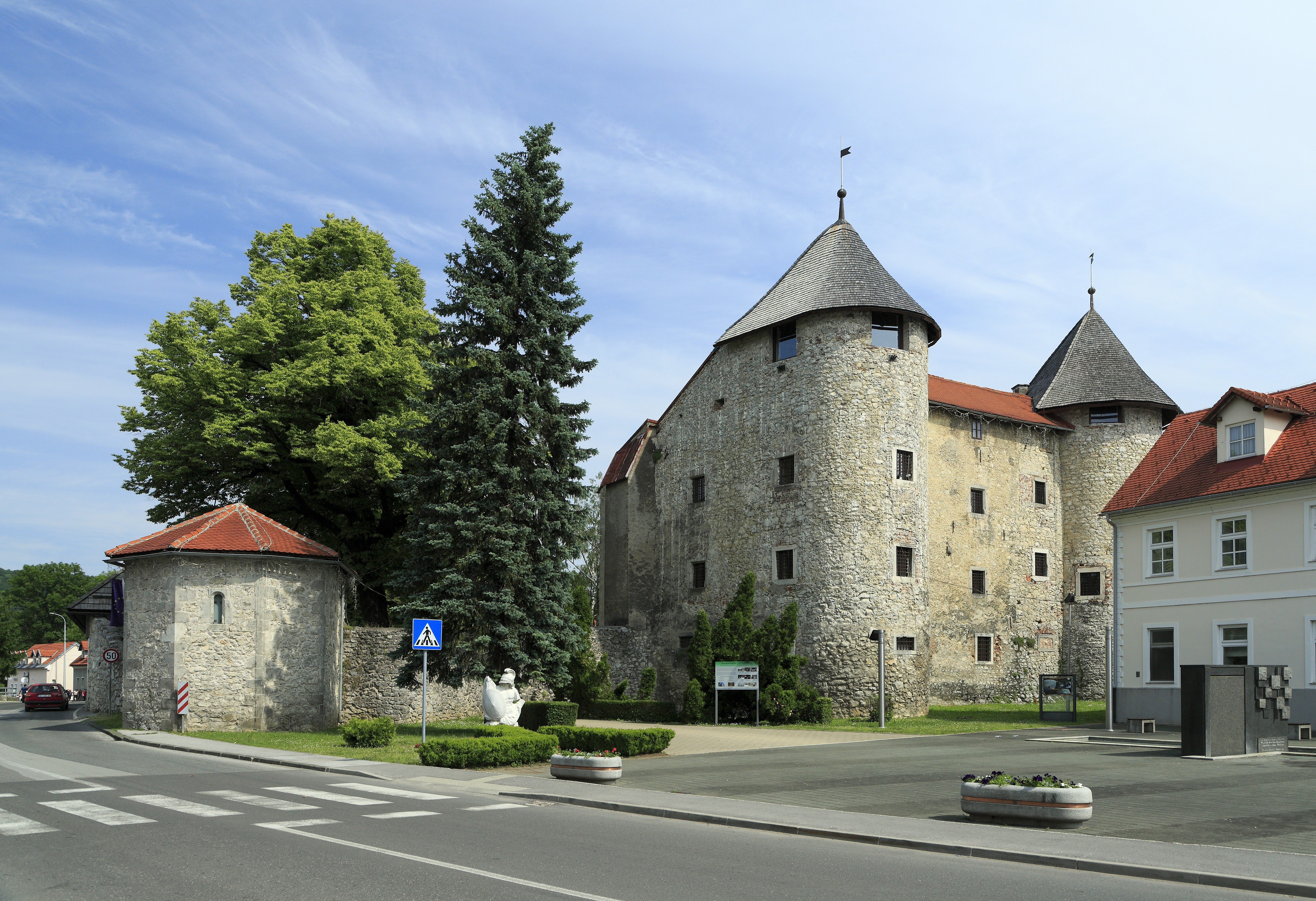
Festung der Frankopanen
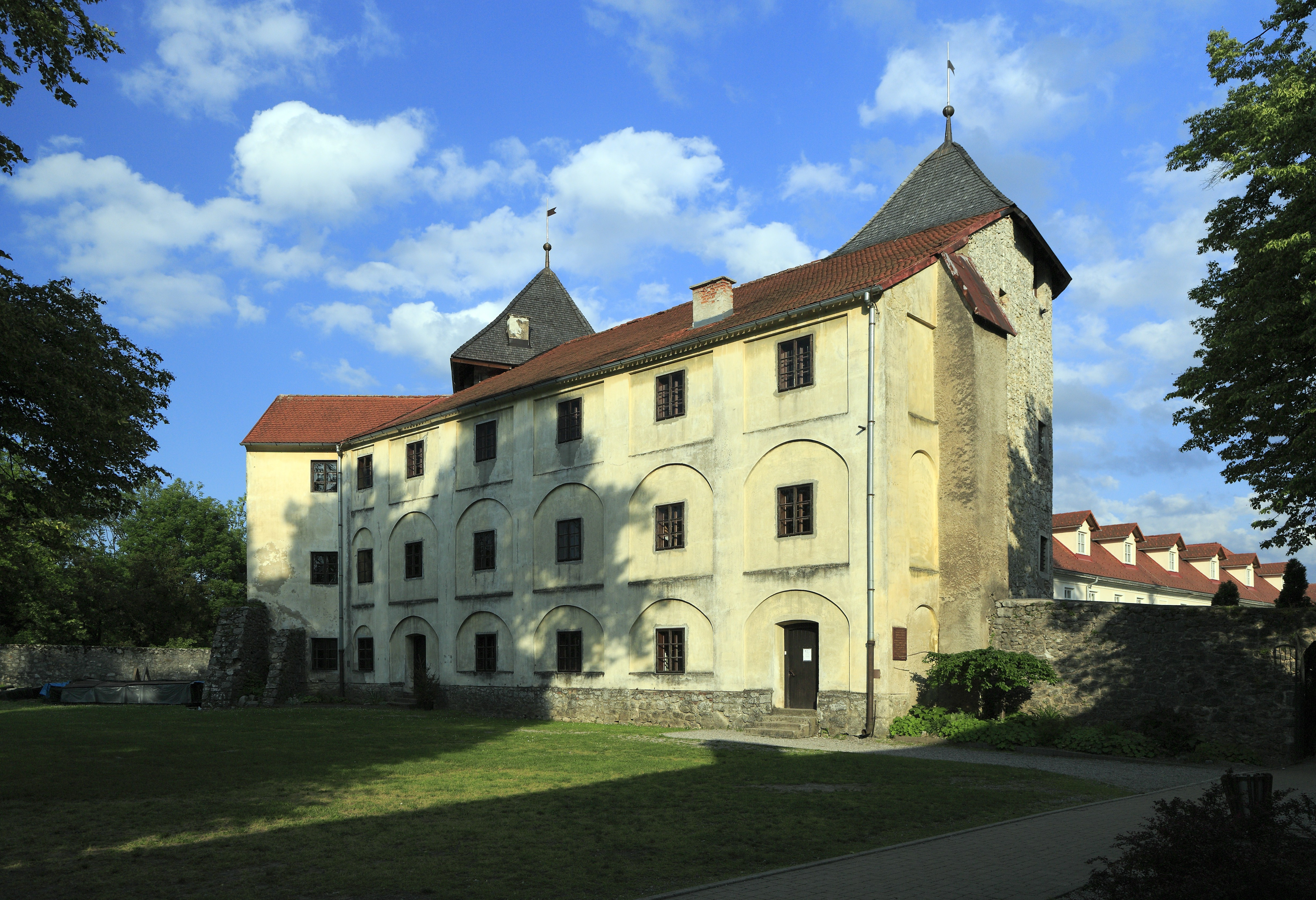
Burg Ogulin, Hof
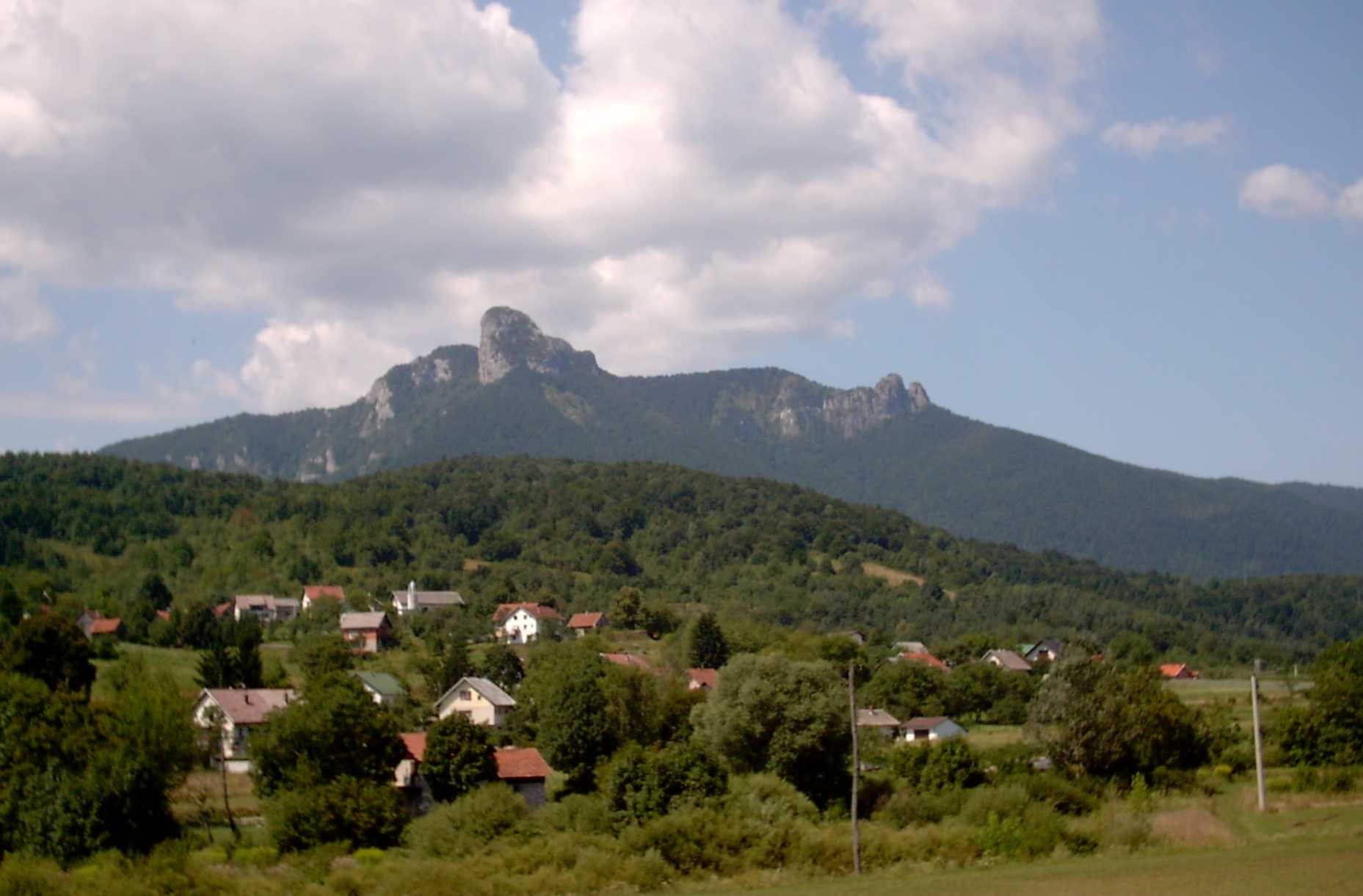
Der sagenumwobene Hausberg von Ogulin Klek
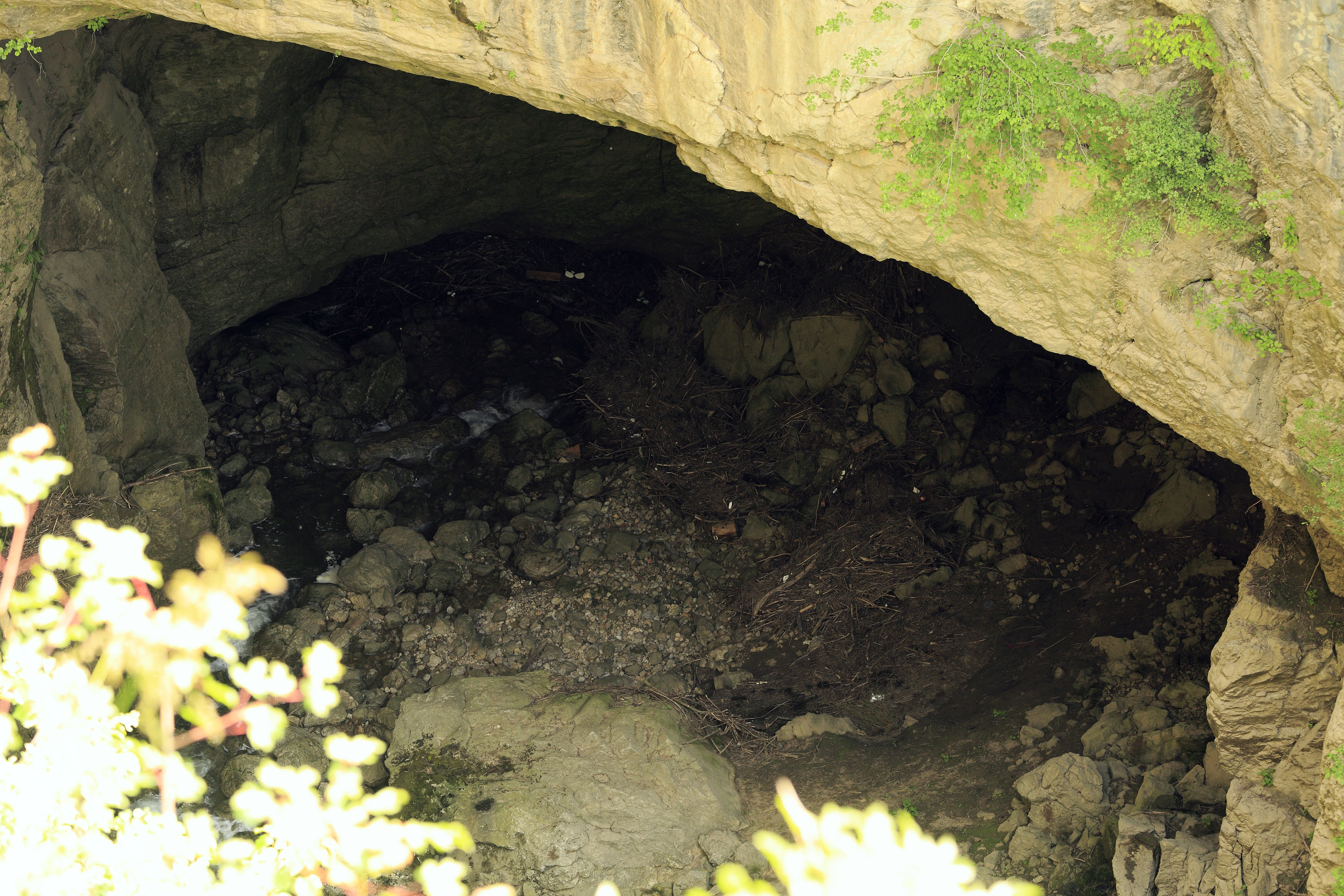
Schwinde Ðulin ponor
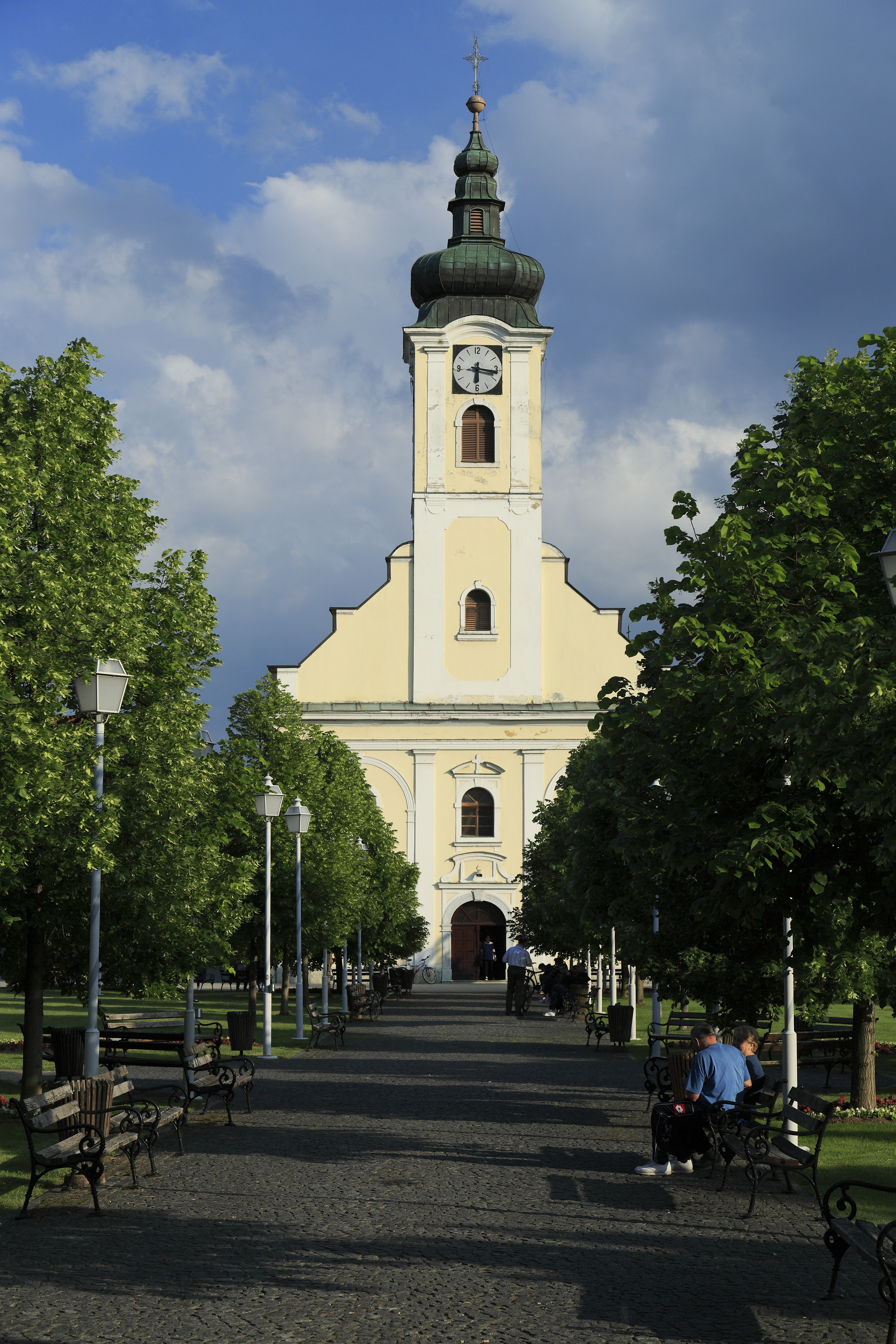
Heiligkreuzkirche in Ogulin
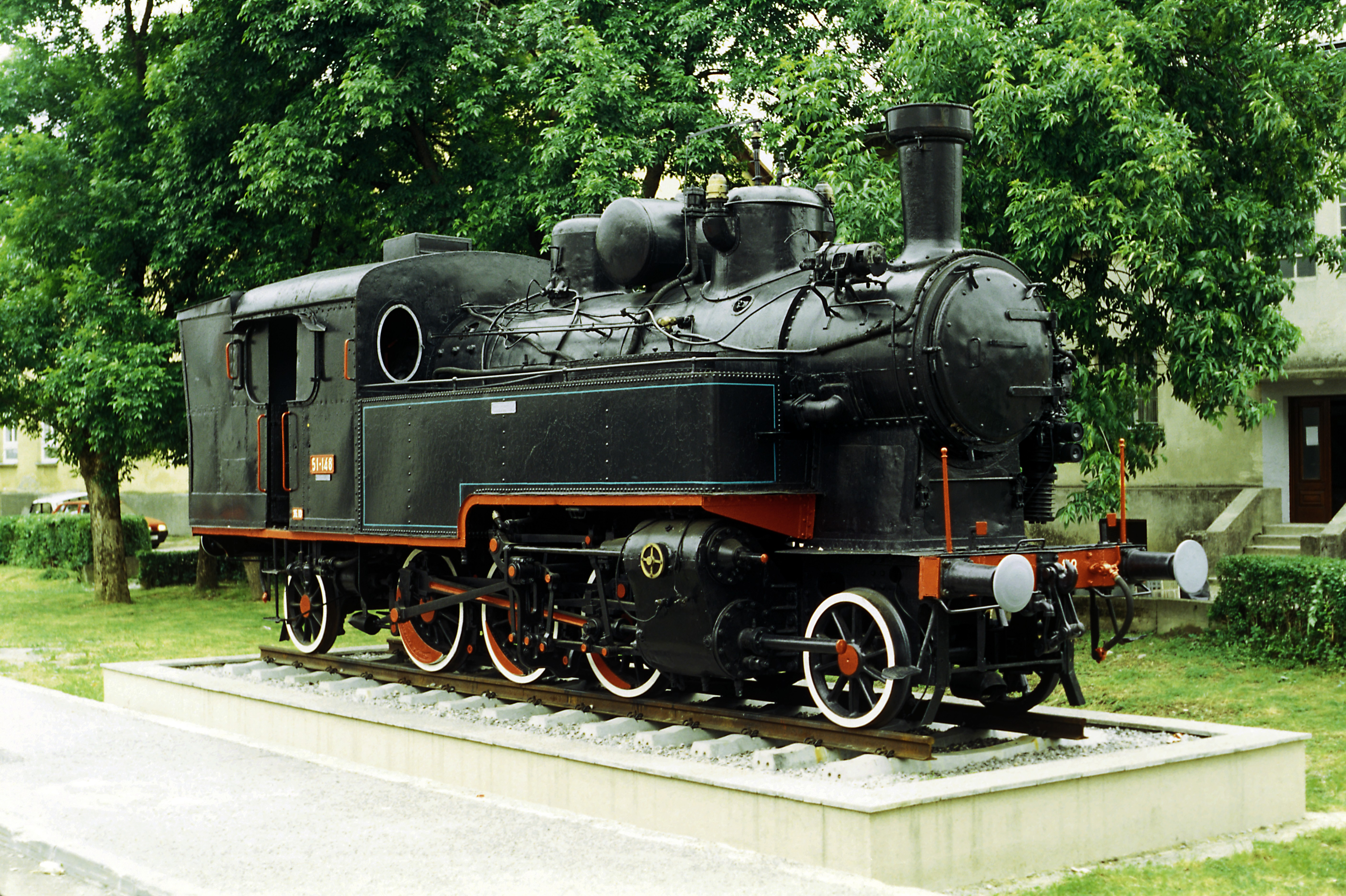
Dampflokomotive am Bahnhof
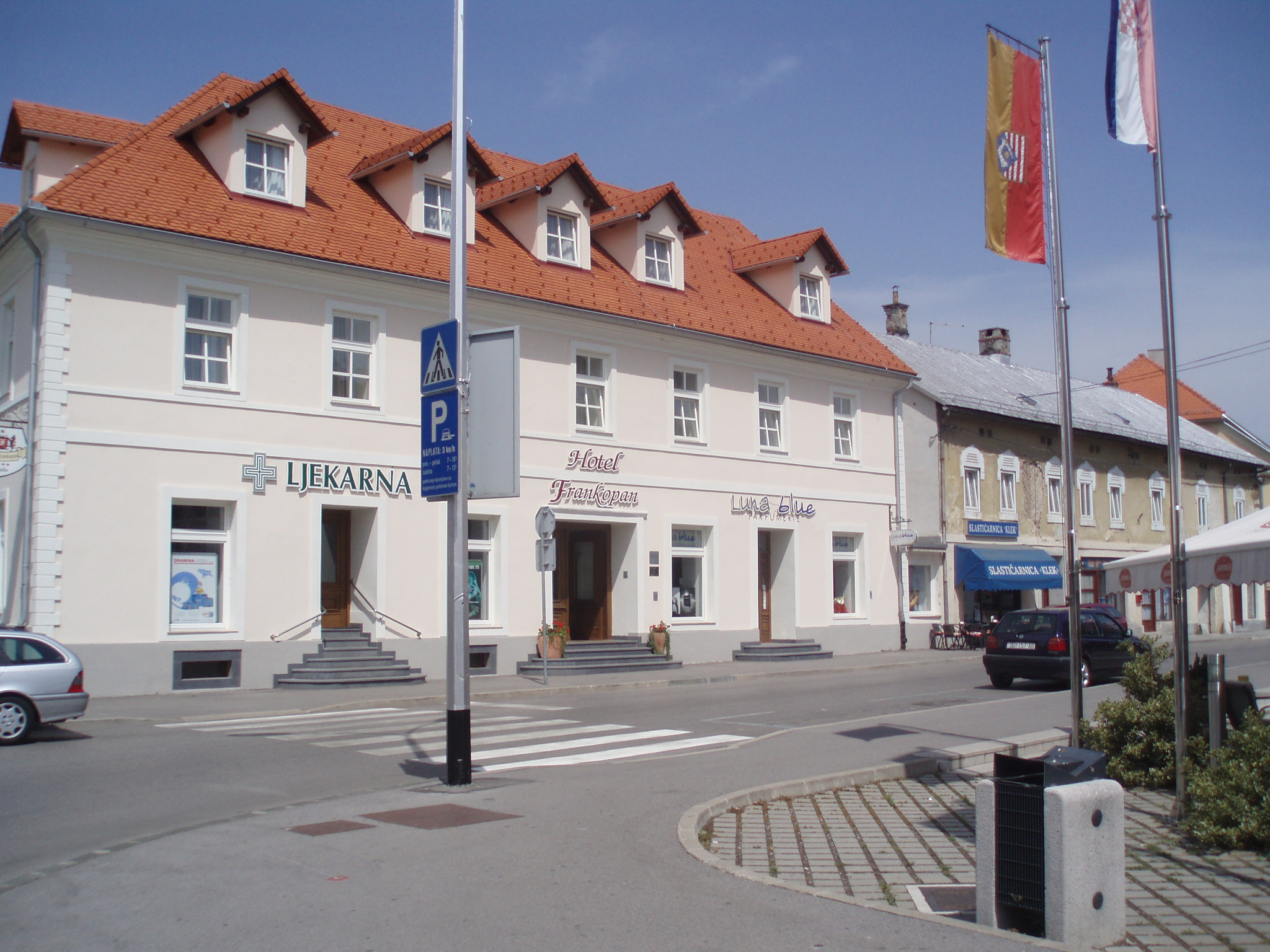
Hotel Frankopan
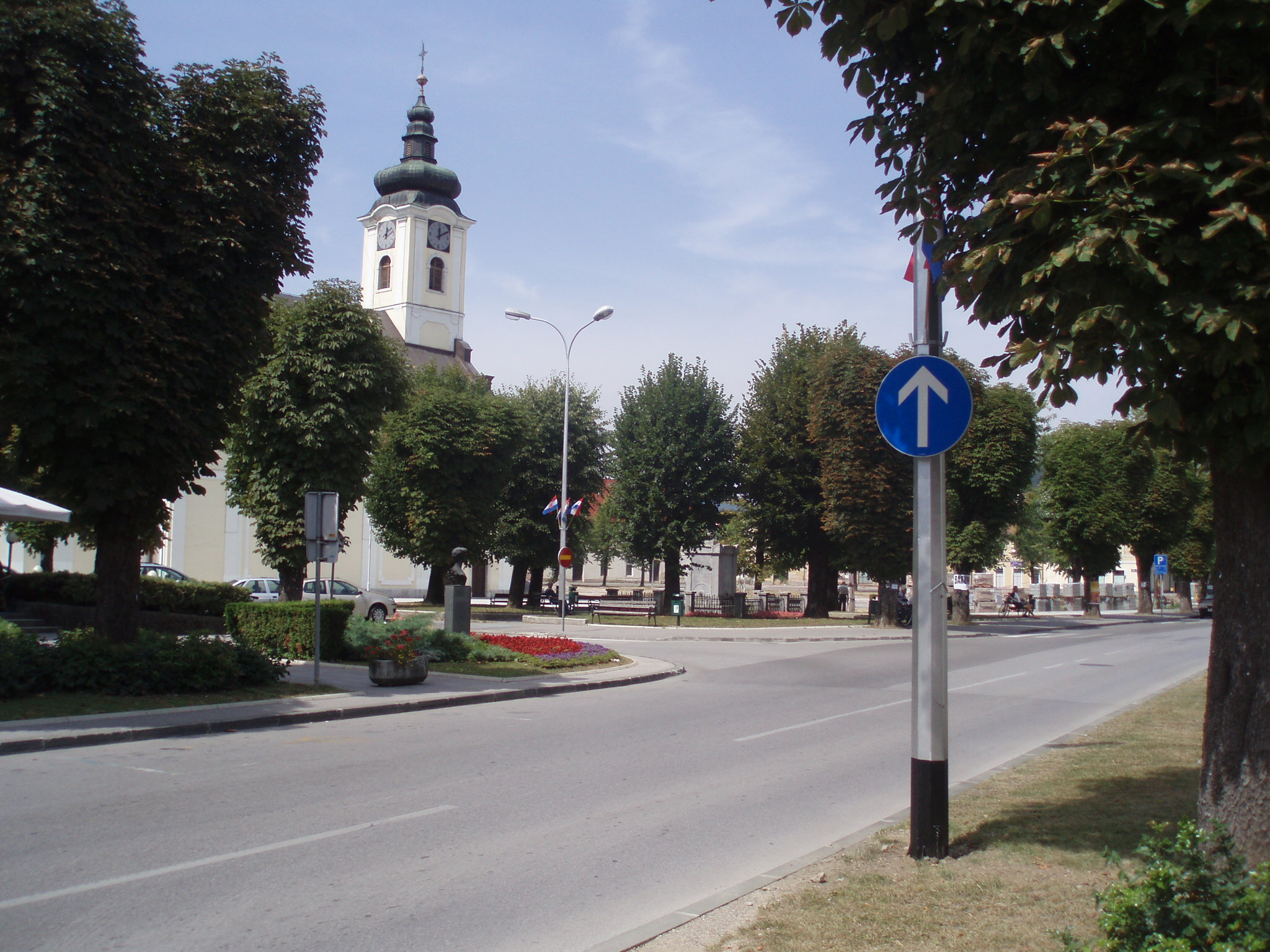
Straßenansicht

## Söhne und Töchter
- Ema Pukšec (1834–1889), Opernsängerin, auch bekannt auch unter dem Künstlernamen Ilma De Murska
- Hugo Berks (1841–1906), Oberleutnant, Gutsbesitzer und Abgeordneter zum Österreichischen Abgeordnetenhaus
- Ivana Brlić-Mažuranić (1874–1938), Schriftstellerin
- Josip Magdić (1937–2020), Komponist und Dirigent
- Petar Stipetić (* 1937), General
- Anđelko Milardović (* 1956), Politikwissenschaftler und Soziologe, sowie Hochschullehrer
- Ante Pavić (* 1989), Tennisspieler
- Kristijan Lovrić (* 1995), Fußballspieler